# Laurent Roldos
Pas d'image ? Cliquez ici

a Compétitions nationales et continentales officielles uniquement.

b Matchs officiels uniquement.
Laurent Roldos, né le 6 août 1937 à Tarragone (Espagne), est un joueur de rugby à XIII international français ayant évolué à Carcassonne sous l'autorité de Félix Bergèse et Limoux. Il est devenu ensuite entraîneur puis élu à la Fédération française de rugby à XIII.
Il est,  depuis 2011 au moins, président de l'Amicale des anciens internationaux et responsable du mouvement amateur.
Fort de son expérience de joueur et d'entraineur des années 1960, il préconise un certain nombre d'évolutions pour le rugby à XIII actuel, comme l'augmentation du nombre de tenus pour favoriser les passes et l'organisation collective.

## Palmarès
- Collectif : 
  - Vainqueur du Championnat de France : 1968 (Limoux)[Ref 1]
  - Vainqueur de la Coupe de France : 1961[Ref 2] et 1963[Ref 2] (Carcassonne).

### Détails en sélection
| 1. | 17 février 1963  | Pays de Galles | 23-3 | Test-match | Ailier | 3 | 1 | - | - |
| 2. | 8 décembre 1963  | Australie      | 8-5  | Test-match | Ailier | - | - | - | - |
| 3. | 22 décembre 1963 | Australie      | 9-21 | Test-match | Ailier | - | - | - | - |
| 4. | 18 janvier 1964  | Australie      | 8-16 | Test-match | Ailier | 3 | 1 | - | - |